# LAMP
LAMP er en forkortelse for nogle fri software-programmer, der hyppigt anvendes sammen i driften af dynamiske websteder. LAMP anvendes også i forbindelse med andre platforme, bl.a. Windows(WAMP) og Mac OS(MAMP). 
- Linux – styresystemet GNU/Linux
- Apache – webserveren
- MySQL – databaseserveren
- Perl, Python eller PHP – programmeringssprog.

## Windows modstykke
Lamp har et modstykke for windows brugere der hedder Wamp (Windows, Apache, MySQL og ProgrammeringsSprog, dog bruges denne opsætning hovedsageligt til udvikling og sjældent til hosting.
| Software | Spire Denne artikel om software og programmering er en spire som bør udbygges. Du er velkommen til at hjælpe Wikipedia ved at udvide den. |